# 小行星4657
小行星4657（4657 Lopez）是一颗围绕太阳公转的小行星。1979年9月22日，尼古拉·切爾尼赫在克里米亚发现了此天体。
該小行星以西班牙天文學家阿爾瓦羅·洛佩斯-加西亞命名。
这颗小行星的绝对星等为39.82792等。